# Cypripedium

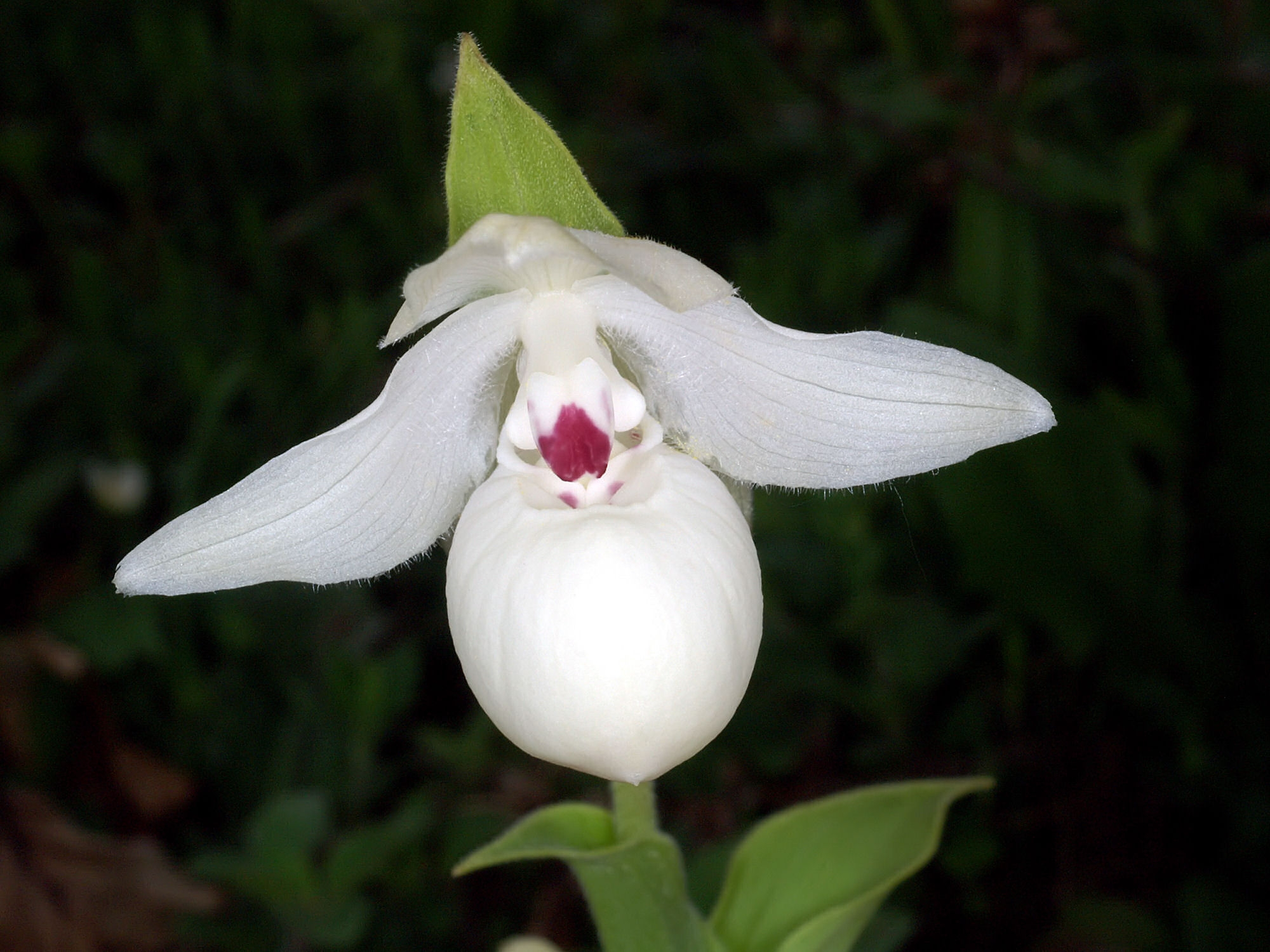
Cypripedium flavum

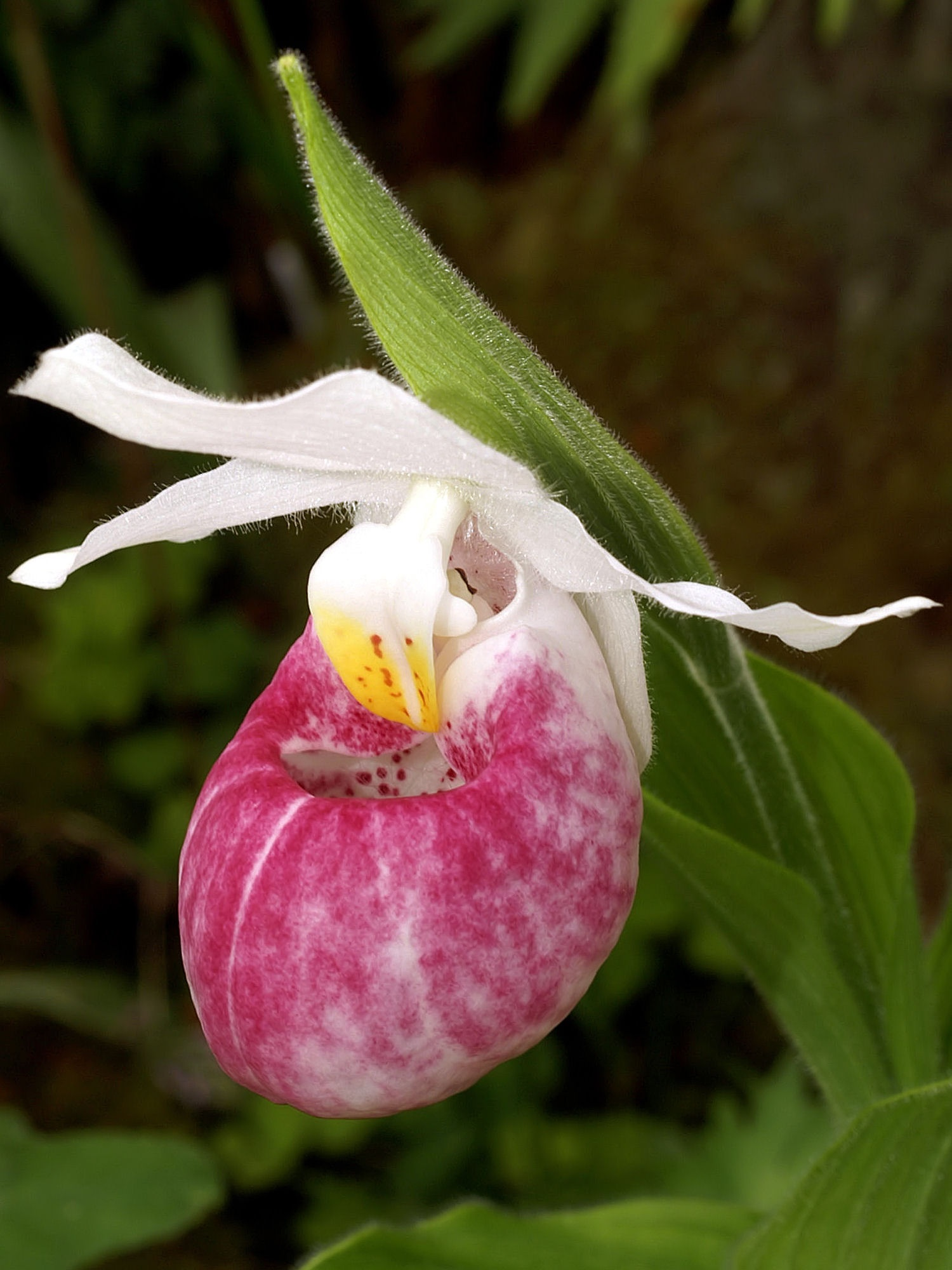
Cypripedium reginae

A Cypripedium az egyszikűek (Liliopsida) osztályának spárgavirágúak (Asparagales) rendjébe, ezen belül a kosborfélék (Orchidaceae) családjába tartozó nemzetség.

## Előfordulásuk
A Cypripedium-fajok előfordulási területe magába foglalja Észak-Amerikát, Közép-Amerika északi felét és Európát, valamint Ázsia északi és keleti részeit, továbbá Délkelet-Ázsia jó részét, főleg a Himalája hegység alsóbb vidékeit. Dél-Amerikában, csak Francia Guyanában található meg ez a növénynemzetség. Európában és Ázsiában hiányzanak Izlandról, Írországból, Portugáliából, Közép-Ázsiából, az Arab-félszigetről és India legnagyobb részéről. Azonban az Északi sarkvidék több szigetén is fellelhetőek.

## Rendszerezés
A nemzetségbe az alábbi 52 faj és 7 hibrid tartozik:
- Cypripedium acaule Aiton
- Cypripedium arietinum R.Br.
- Cypripedium bardolphianum W.W.Sm. & Farrer
- Boldogasszony papucsa (Cypripedium calceolus) L. - típusfaj
- Cypripedium calcicola Schltr.
- Cypripedium californicum A.Gray
- Cypripedium candidum Muhl. ex Willd.
- Cypripedium conzattianum R.González & Lizb.Hern.
- Cypripedium cordigerum D.Don
- Cypripedium debile Rchb.f.
- Cypripedium dickinsonianum Hágsater
- Cypripedium elegans Rchb.f.
- Cypripedium fargesii Franch.
- Cypripedium farreri W.W.Sm.
- Cypripedium fasciculatum Kellogg
- Cypripedium fasciolatum Franch.
- Cypripedium flavum P.F.Hunt & Summerh.
- Cypripedium formosanum Hayata
- Cypripedium forrestii P.J.Cribb
- Cypripedium franchetii Rolfe
- Cypripedium gomezianum R.González & Lizb.Hern.
- Cypripedium guttatum Sw.
- Cypripedium henryi Rolfe
- Cypripedium himalaicum Rolfe
- Cypripedium irapeanum Lex.
- Cypripedium japonicum Thunb.
- Cypripedium kentuckiense C.F.Reed
- Cypripedium lentiginosum P.J.Cribb & S.C.Chen
- Cypripedium lichiangense S.C.Chen & P.J.Cribb
- Cypripedium ludlowii P.J.Cribb
- Cypripedium luzmarianum R.González & R.Ramírez
- Cypripedium macranthos Sw.
- Cypripedium margaritaceum Franch.
- Cypripedium micranthum Franch.
- Cypripedium molle Lindl.
- Cypripedium montanum Douglas ex Lindl.
- Cypripedium palangshanense Tang & F.T.Wang
- Cypripedium parviflorum Salisb.
- Cypripedium passerinum Richardson
- Cypripedium plectrochilum Franch.
- Cypripedium reginae Walter
- Cypripedium segawae Masam.
- Cypripedium shanxiense S.C.Chen
- Cypripedium sichuanense Perner
- Cypripedium subtropicum S.C.Chen & K.Y.Lang
- Cypripedium susanae R.González & Lizb.Hern.
- Cypripedium taibaiense G.H.Zhu & S.C.Chen
- Cypripedium tibeticum King ex Rolfe
- Cypripedium wardii Rolfe
- Cypripedium wumengense S.C.Chen
- Cypripedium yatabeanum Makino
- Cypripedium yunnanense Franch.

- Cypripedium × alaskanum P.M.Br.
- Cypripedium × andrewsii A.M.Fuller
- Cypripedium × catherinae Aver.
- Cypripedium × columbianum Sheviak
- Cypripedium × herae Ewacha & Sheviak
- Cypripedium × ventricosum Sw.
- Cypripedium × wenqingiae Perner